# Pocapaglia
Pocapaglia (Pocapaja in piemontese) è un comune italiano di 3 302 abitanti della provincia di Cuneo in Piemonte. Fa parte della delimitazione geografica del Roero.

## Monumenti e luoghi d'interesse

### Architetture civili
- Il Castello. Citato la prima volta in un documento dell’imperatore Ottone III nel 998. Fu dei Falletti che lo fecero ricostruire verso la metà del XIV secolo, perché fortemente danneggiato dai Francesi. Nel 1784 all'estinzione dei Falletti il castello passò ai Savoia, per poi essere ceduto ad altri privati.

### Architetture religiose
- Chiesa dei Santi Giorgio e Donato.
- Confraternita di Sant'Agostino.
- San Giusto.
- San Giorgio.
- Madonna degli Ayrali.
- Santissima Trinità, in frazione Macellai.

## Società

### Evoluzione demografica
Abitanti censiti

### Etnie e minoranze straniere
Secondo i dati Istat al 31 dicembre 2017, i cittadini stranieri residenti a Pocapaglia sono 101, così suddivisi per nazionalità, elencando per le presenze più significative:
1. Romania, 42
2. Albania, 22

## Amministrazione
Di seguito è presentata una tabella relativa alle amministrazioni che si sono succedute in questo comune.
| Periodo        | Periodo        | Primo cittadino      | Partito                            | Carica  | Note  |
| -------------- | -------------- | -------------------- | ---------------------------------- | ------- | ----- |
| 12 giugno 1985 | 8 giugno 1990  | Stefano Messa        | Democrazia Cristiana               | Sindaco | [ 7 ] |
| 8 giugno 1990  | 24 aprile 1995 | Stefano Messa        | -                                  | Sindaco | [ 7 ] |
| 24 aprile 1995 | 14 giugno 1999 | Gianfranco Tibaldi   | centro-sinistra                    | Sindaco | [ 7 ] |
| 14 giugno 1999 | 14 giugno 2004 | Gianfranco Tibaldi   | lista civica                       | Sindaco | [ 7 ] |
| 14 giugno 2004 | 8 giugno 2009  | Lorenzo Maunero      | lista civica                       | Sindaco | [ 7 ] |
| 8 giugno 2009  | 26 maggio 2014 | Giuseppe Dacomo      | lista civica                       | Sindaco | [ 7 ] |
| 26 maggio 2014 | 27 maggio 2019 | Giuseppe Dacomo      | lista civica: Uniti per Pocapaglia | Sindaco | [ 7 ] |
| 27 maggio 2019 | 24 giugno 2024 | Antonio Luigi Riorda | lista civica: Uniti per Pocapaglia | Sindaco | [ 7 ] |
| 24 giugno 2024 | In carica      | Roberto Testa        | lista civica: Uniti per Pocapaglia | Sindaco | [ 7 ] |

## Galleria d'immagini

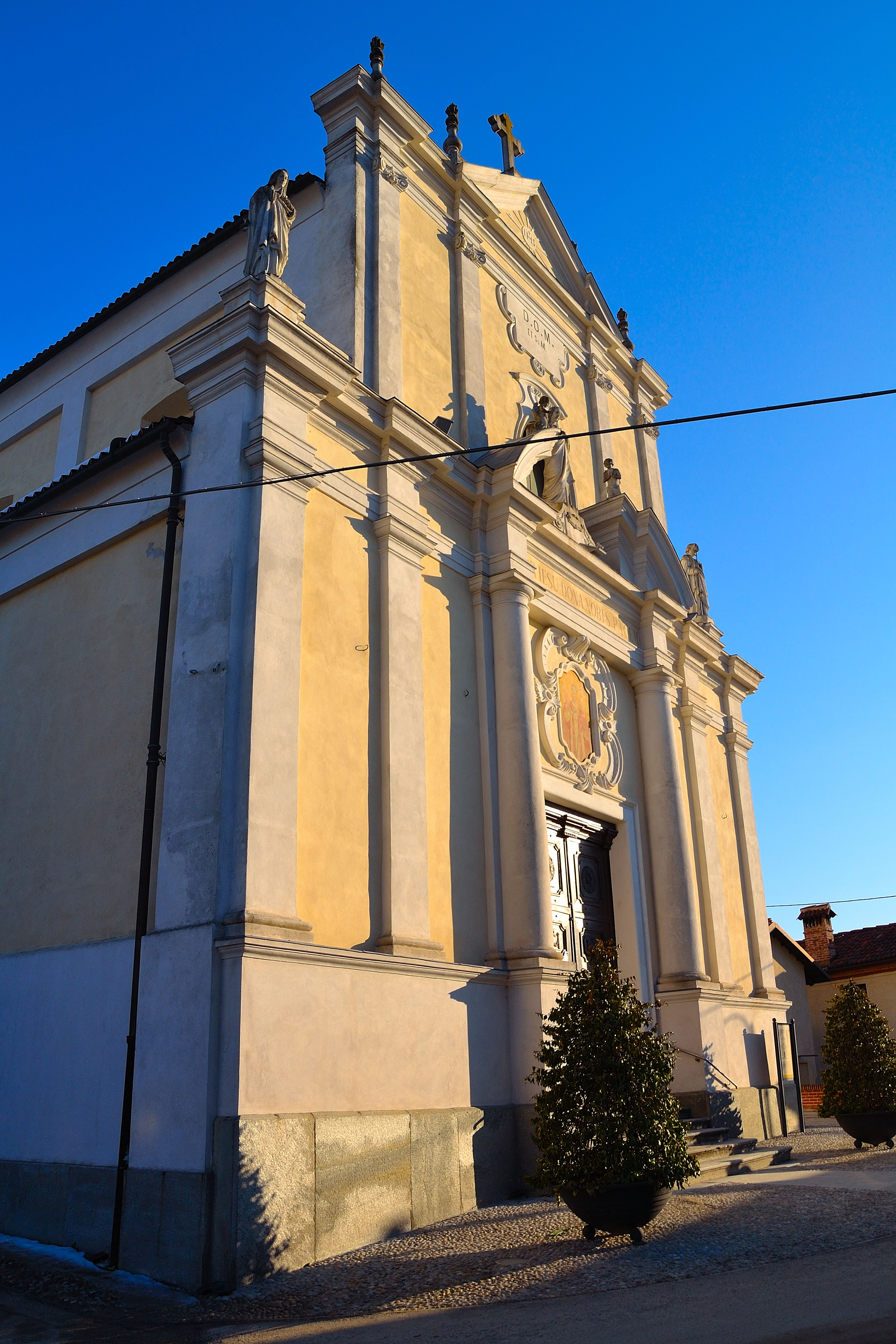
Chiesa dei Santi Giorgio e Donato
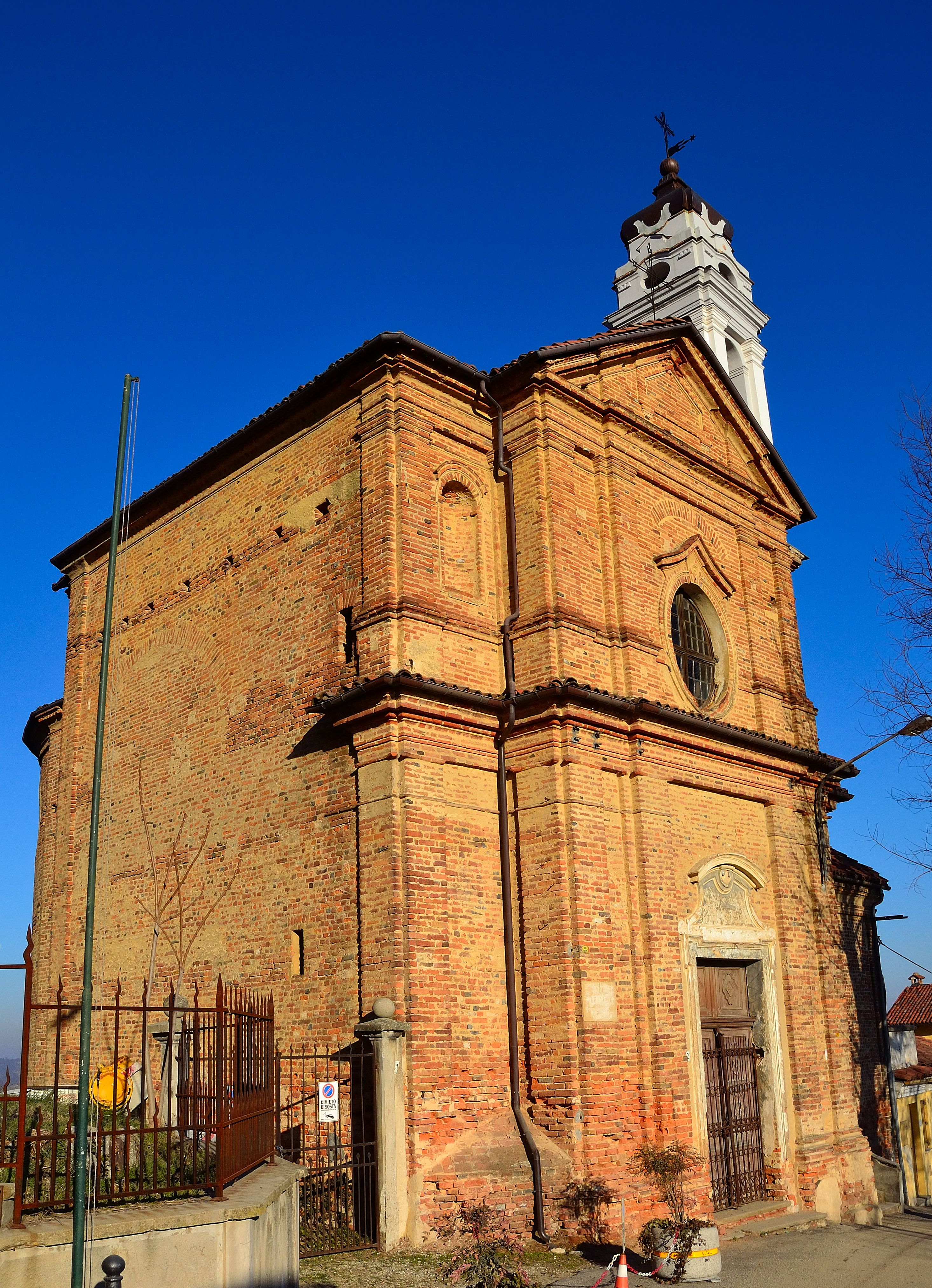
Chiesa di Sant'Agostino